# Sitar de pădure

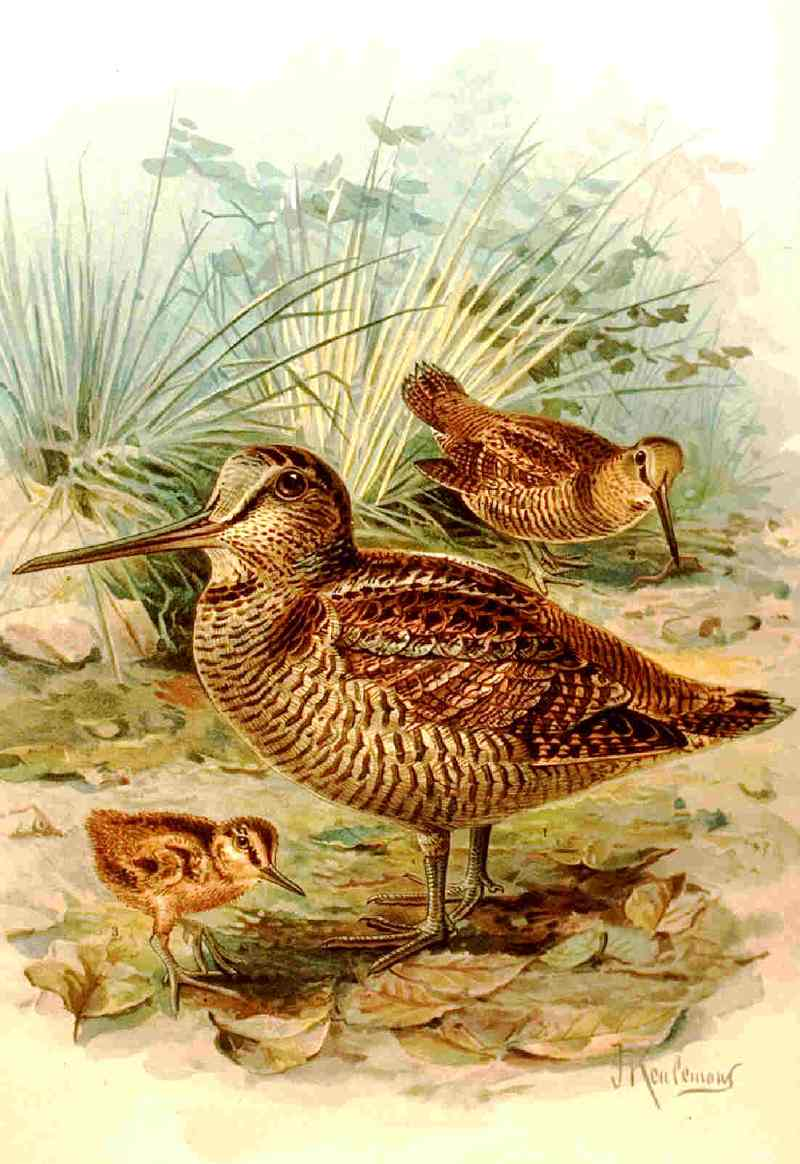

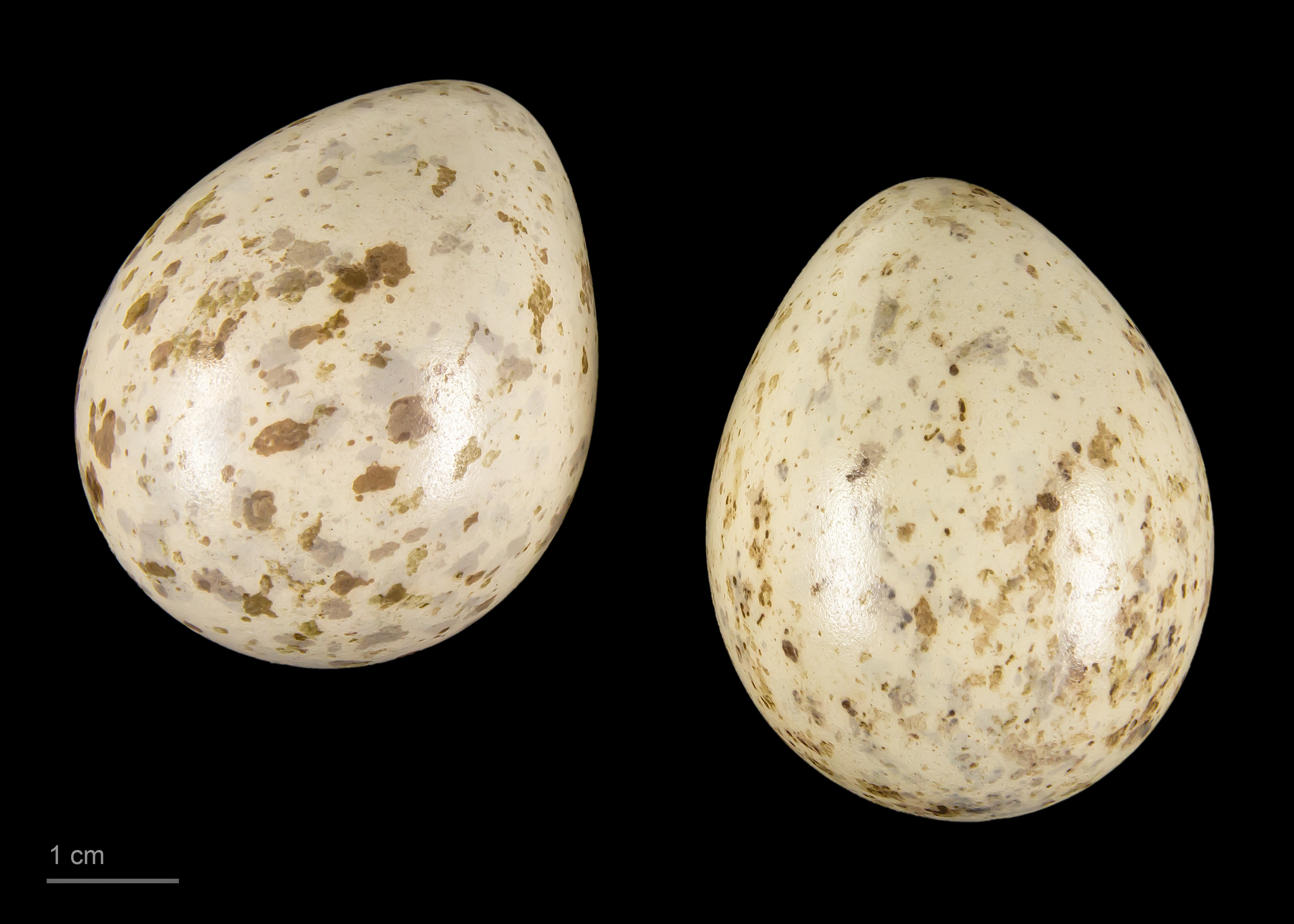
Scolopax rusticola rusticola - MHNT

Sitarul de pădure (Scolopax rusticola) este o pasăre migratoare din familia Scolopacidae. Clocește rar în România. Este o pasăre care trăiește în regiunile de deal și de munte, atât în munții Carpați, cât și în Dobrogea. Uneori poate fi întâlnită și în regiunile de șes.

## Morfologie
Sitarul de pădure este asemănător ca aspect cu becaținele (Gallinago gallinago), însă are ciocul mai scurt decât acestea. Este o pasăre cu o mărime între 25 și 30 de cm. Sitarii sunt păsări sperioase, fiind active în timpul amurgului. Spatele sitarului este pestriț, cu nuanțe brun negricioase, o culoare de camumflaj în mediul unde trăiește. Văzul păsării este bun, având o rază vizuală ce atinge 180°. Sitarul are picioare scurte, neexistând un dimorfism sexual între mascul și femelă.

## Răspândire și hrănire
Habitatul sitarului îl constituie pădurile umede mixte sau de foioase din Europa. Iernează în bazinul mediteranean sau pe coasta Atlanticului din Europa Occidentală. Hrana sitarilor constă din viermi, păianjeni, insecte și larvele acestora, ca și din fructe de pădure sau unele părți vegetale ale plantelor.

## Înmulțire
Perioada clocitului la sitar are loc din luna mai până în iulie. Ca toate păsările din acest grup, după perioada împerecherii, care poate dura o zi, păsările se despart. Femela face un cuib pe sol sub formă de gropiță căptușită cu frunze, iarbă și mușchi, la liziera pădurii. În cuib se află de obicei patru ouă, care sunt clocite trei săptămâni. Puii sunt nidifugi, fiind protejați și hrăniți de femelă până la maturitate. În caz de pericol, femela transportă puii între picioare, sprijinindu-i cu ciocul. După ce cresc aripile puilor, numai o treime din pui ajung la vârsta de un an din cauza dușmanilor numeroși. În Bavaria, perioada admisă pentru vânarea sitarului  durează între 16 octombrie și 15 ianuarie.

## Specii
Sitarul de mal (Limosa limosa)
Are o mărime de 42 cm. Cuibărește rar în România; trăiește în vestul țării, depunând ouăle pe sol în vecinătatea apelor. Este de fapt o specie de pasaj prin luna mai în regiunile nordice din Delta Dunării. În timpul verii, partea anterioară a corpului este cafeniu-roșcat cu pântecele albicios, iar aripile sunt brun-cenușii; iarna penajul devine cenușiu-maroniu. Femelele sunt mai mari decât masculii, fiind viu colorate. Sitarul de mal iernează în vestul și sud-estul Europei.
Sitarul de mal nordic (Limosa laponica)
Este rar întâlnit în România, fiind o pasăre de pasaj. Are un colorit asemănător sitarului de mal, însă cu coada albă cu striuri transversale de culoare închisă. Cuibărește în nordul Eurasiei, iernează în Europa Occidentală, Africa de Nord și Asia de Sud.